# Guerra Platina
La guerra de la Plata o guerra Platina fue un conflicto bélico que enfrentó a la Confederación Argentina con la alianza formada por el Imperio del Brasil, República Oriental del Uruguay y las provincias argentinas de Entre Ríos, Corrientes y Santa Fe. La guerra fue parte de una larga disputa de intereses entre Argentina y Brasil por su influencia sobre Uruguay y Paraguay, y la hegemonía en la Región Platina (áreas colindantes al Río de la Plata). El conflicto se desarrolló en Uruguay, sobre el Río de la Plata y al noreste de Argentina. Los problemas internos de Uruguay, incluida la revuelta de Antonio Lavalleja y la guerra grande, fueron los principales factores que mantuvieron la Guerra Platina.
En 1850, la región del Plata se mantuvo políticamente inestable. El gobernador de Buenos Aires, Juan Manuel de Rosas, utilizaba sus influencias políticas para ganar control dictatorial sobre las provincias argentinas, lo que generaba oleadas de rebeliones regionales. Mientras tanto, en Uruguay se desarrollaba la Guerra Civil que se inició después de la rebelión de Fructuoso Rivera, en 1836 tras la asunción de Manuel Oribe. Rosas apoyó al Partido Blanco durante el conflicto, ya que buscaba extender la frontera argentina a las áreas ocupadas por España durante el anterior Virreinato del Río de la Plata. Lo que significaría controlar Uruguay, Paraguay y Bolivia. Esto amenazó los intereses y soberanía del Imperio del Brasil, ya que el territorio del anterior Virreinato llegaba hasta la provincia de Río Grande del Sur, parte del territorio brasileño.
Brasil buscó eliminar la amenaza de Rosas, por lo que en 1851 se alió con las provincias separatistas argentinas de Corrientes y Entre Ríos, lideradas por Justo José de Urquiza y al Partido Colorado uruguayo que era afín a la integración internacional. Después aseguró el flanco sudeste al aliarse con Paraguay y Bolivia. Y dirigió una ofensiva en contra del régimen de Rosas, provocando una declaración de guerra.
Las fuerzas aliadas avanzaron hacia el territorio de Uruguay derrotando a los partidarios de Rosas y del Partido Blanco uruguayo liderado por Manuel Oribe. Posteriormente las fuerzas aliadas se dividieron para avanzar por tierra para enfrentar las principales defensas de Juan Manuel de Rosas y por mar para atacar directamente Buenos Aires.
La guerra Platina terminó en 1852 con la victoria aliada en la batalla de Caseros, lo que estableció por un tiempo la hegemonía de Brasil sobre gran parte de Sudamérica. El fin de la guerra y la desaparición de Rosas inició un periodo de estabilidad económica y política en el Imperio del Brasil, un proceso político en Argentina que resultó en un Estado más unificado y un corto periodo de paz institucional en Uruguay que declaraba «ni vencedores ni vencidos». Sin embargo, el fin de la guerra no resolvió todos los problemas de la región Platina. La agitación siguió durante los años siguientes por las disputas internas e intrigas que se desarrollaron en Uruguay, una larga guerra civil en Argentina y un Paraguay emergente que buscaba imponer sus pretensiones. Más adelante se desarrollaron dos guerras internacionales importantes conocidas como la guerra de La Triple Alianza en Paraguay y la Invasión brasileña de 1864 en Uruguay durante las dos décadas siguientes provocadas por ambiciones territoriales y conflictos de influencias.

## Antecedentes

### Gobierno de Rosas en Argentina

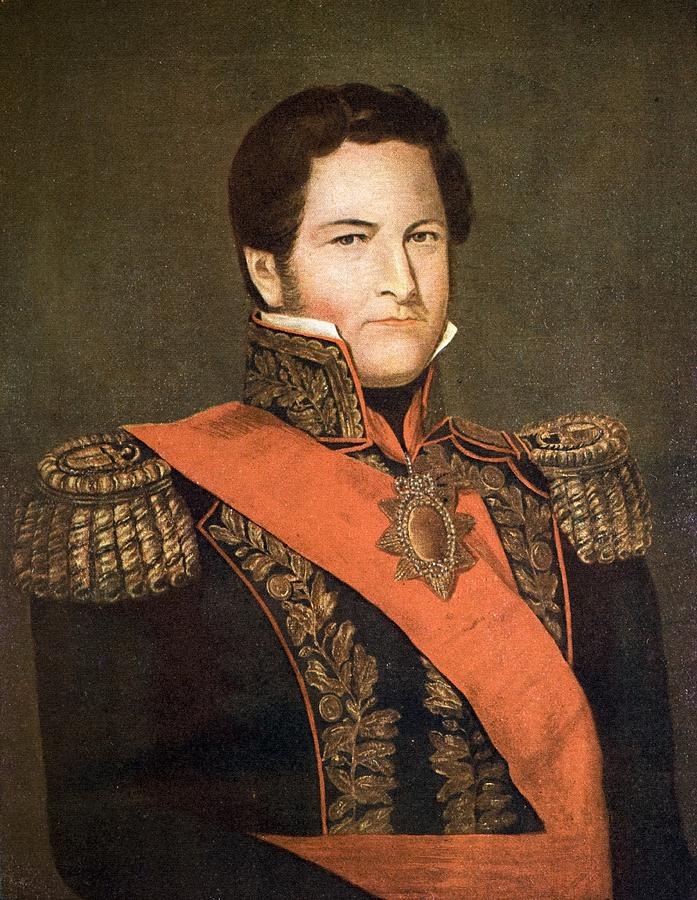
Juan Manuel de Rosas, Gobernador de facto de la Confederación Argentina.

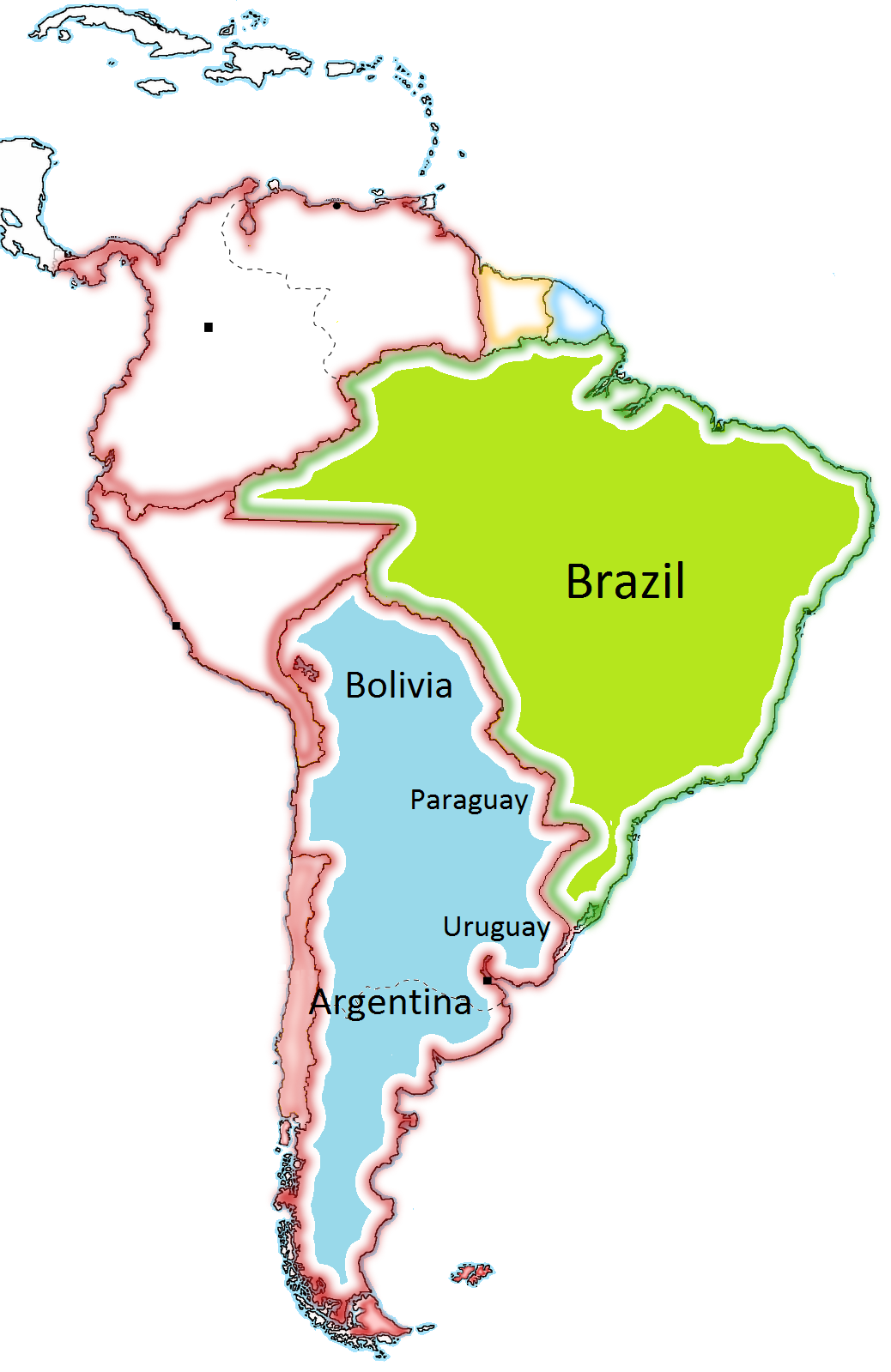
Virreinato de Río de la Plata en azul, y Brasil en verde. El virreinato se dividió en Argentina, Bolivia, Uruguay y Paraguay.

Juan Manuel de Rosas se convirtió en gobernador el 8 de diciembre de 1829 de Buenos Aires después de un breve periodo de anarquía provocado por el fin de la Guerra del Brasil en 1828. Rosas dirigió ejecutivamente a la Confederación Argentina y fue el encargado de sus Relaciones Exteriores. Durante sus 20 años de gobierno, el país vio resurgir conflictos armados entre el Partido Unitario (partido opositor) y los Federalistas.
Rosas deseaba recrear el Virreinato de Río de la Plata para construir un poderoso Estado republicano con Argentina en el centro. El Virreinato cayó al inicio del siglo XIX tras la separación de varias naciones después de la Guerra de Independencia Argentina y durante la Revolución Oriental. Para alcanzar la reunificación, el gobierno de Argentina debía anexar a los países vecinos de Bolivia, Uruguay y Paraguay, así como una parte del sur de Brasil. Rosas reunió aliados a lo largo de la región con quienes compartían su visión. Esto significó que en algunos casos tuviera que involucrarse en la política interna de países vecinos, respaldarlos e incluso financiar rebeliones y guerras.

### Paraguay
Paraguay  una nación soberana desde 1811, pero no fue reconocida por ninguna nación. Argentina la consideraba como una provincia rebelde. El soberano paraguayo José Gaspar Rodríguez de Francia decidió que la mejor manera de mantener su independencia era aislar a Paraguay del contacto con el resto del mundo. Por lo que hasta 1840 evitó relaciones diplomáticas con otros países. Con la muerte de Rodríguez de Francia, esta política comenzó a cambiar, y tras la llegada de sus sucesores cónsules Carlos Antonio López y Mariano Roque Alonso se firmaron dos tratados el 31 de julio de 1841, "Amistad, Comercio y Navegación" y el otro provisorio de "Límites", con la provincia argentina de Corrientes, lo que rompió cualquier posible relación con la Argentina de Rosas, provocando que Rosas aumentara la presión sobre Paraguay y bloqueó el tráfico internacional sobre el Río Paraná.

### Conflicto de Uruguay

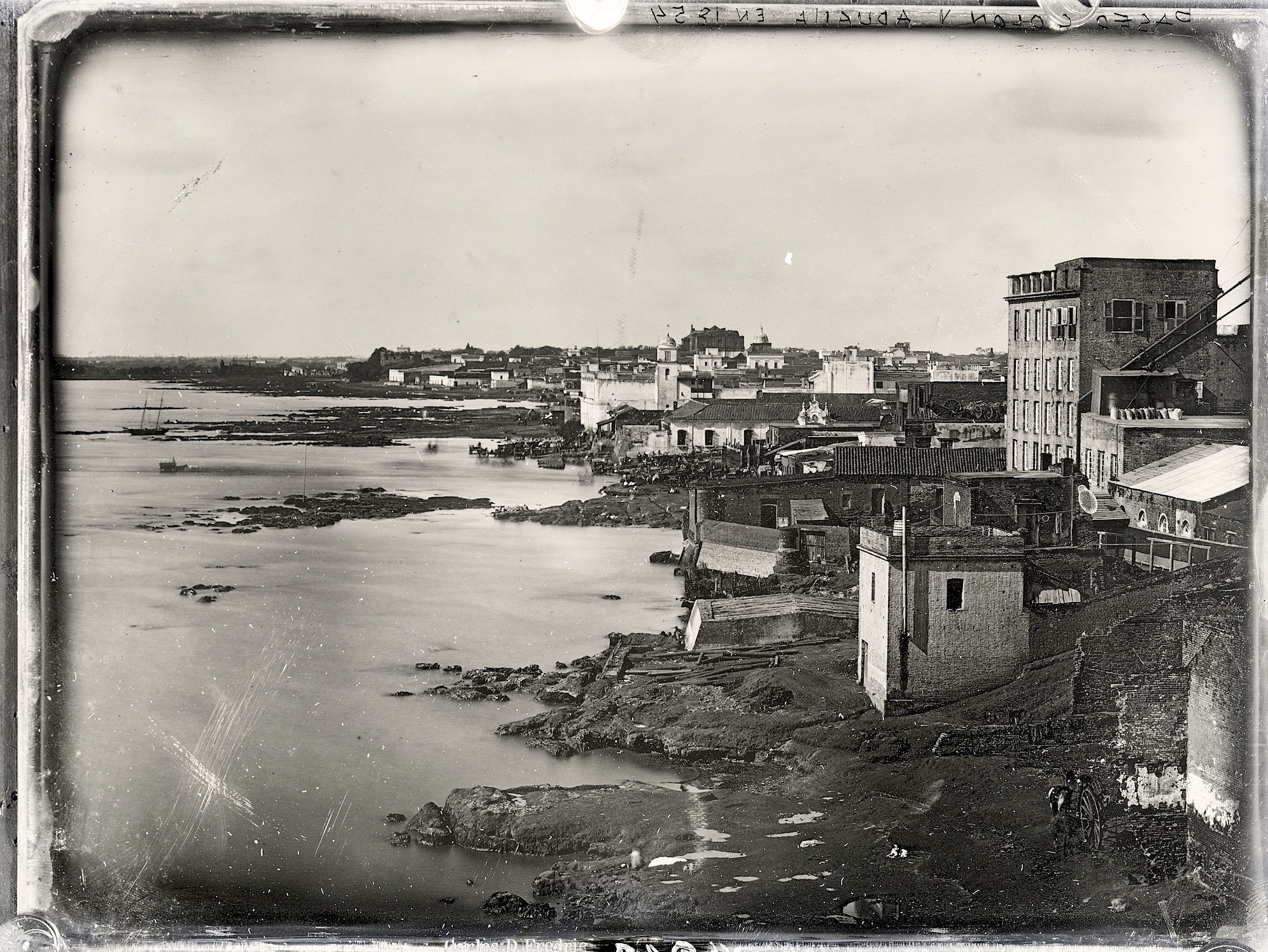
Visión del Río de la Plata en Buenos Aires, 1852. La capital argentina fue el centro del poder de Rosas.

La provincia Cisplatina se convirtió en el Estado Oriental del Uruguay después de la Guerra del Brasil de 1820. Rápidamente el país se vio envuelto en la Guerra Grande, una guerra civil que dividió al país entre sus primeros dos partidos políticos: el Partido blanco liderado por Manuel Oribe y el Partido Colorado liderado por Fructuoso Rivera.
Antonio Lavalleja, antiguo líder de los 33 Orientales y aliado de Oribe descubrió que Rosas estaba interesado en ayudarlo financiera y militarmente, pero en 1832, Lavalleja comenzó a recibir apoyo de Bento Gonçalves, un soldado de la provincia brasileña de Rio Grande do Sul. Gonçalves había sido incitado por Rosas a rebelarse en contra del gobierno brasileño en 1835, con el objetivo de anexar a la provincia de Rio Grande do Sul a su control. Juntos, Lavalleja y Gonçalves, iniciaron una campaña en Uruguay caracterizada por la violencia y los saqueos que generaban. Gonçalves traicionó a Rosas y Lavalleja para aliarse con Rivera, juntos invadieron Uruguay e invadieron la mayor parte del país en los alrededores de la capital, por lo que el aún presidente Manuel Oribe, renunció a su puesto y huyó a Argentina.
Rosas estaba determinado a recuperar la soberanía argentina sobre Uruguay y vengarse de Gonçalves, resultando en una serie de intervenciones. En 1839, el ejército dirigido por Lavalleja, Oribe y Justo José de Urquiza, gobernador de Entre Ríos fue rápidamente derrotado por el ejército de Rivera, por lo que Lavalleja decidió dejar de formar parte de la guerra civil. Rosas envió otro ejército argentino a Uruguay en 1845 bajo las órdenes del expresidente Oribe y Urquiza, en esta ocasión, el ejército de Rivera fue destruido y los sobrevivientes fueron masacrados. Rivera fue el único que pudo escapar a Río de Janeiro donde se mantuvo en exilio. El ejército de Rivera que quedaba integrando el Gobierno de la Defensa, estaba concentrado en Montevideo y fue atacado por Oribe, en lo que se conoció como el Sitio de Montevideo. Donde el ejército de Oribe asesinó a más de 17 000 uruguayos y 15 000 argentinos.
Oribe aseguró el control de casi todo el territorio uruguayo, lo que le permitió enviar un ataque para invadir el sur de Brasil atacando a su paso a más de 188 granjas donde robaron cerca de 814 000 piezas de ganado y 16 950 caballos. A esto, los brasileños decidieron tomar represalias de manera independiente y atacar Uruguay en lo que se conoció como las "Califórnias", haciendo referencia a la violencia en el oeste de Norteamérica debido a las revueltas de California en contra de México, para lograr su independencia y posterior unión a los Estados Unidos. A medida de que el conflicto aumentaba, el apoyo de Rosas a los Blancos se mantuvo, lo que generó que la anarquía se expandiera por casi toda la región; además de una creciente amenaza de Francia y Gran Bretaña, que fueron inducidas a declarar la guerra a Argentina, imponer el Bloqueo Anglo-francés al Río de la Plata y enviar ataques a Buenos Aires en repetidas ocasiones. Aunque el gobierno argentino era capaz de mantener una resistencia efectiva, la paz se acordó en 1849.

### Reacción del Imperio de Brasil

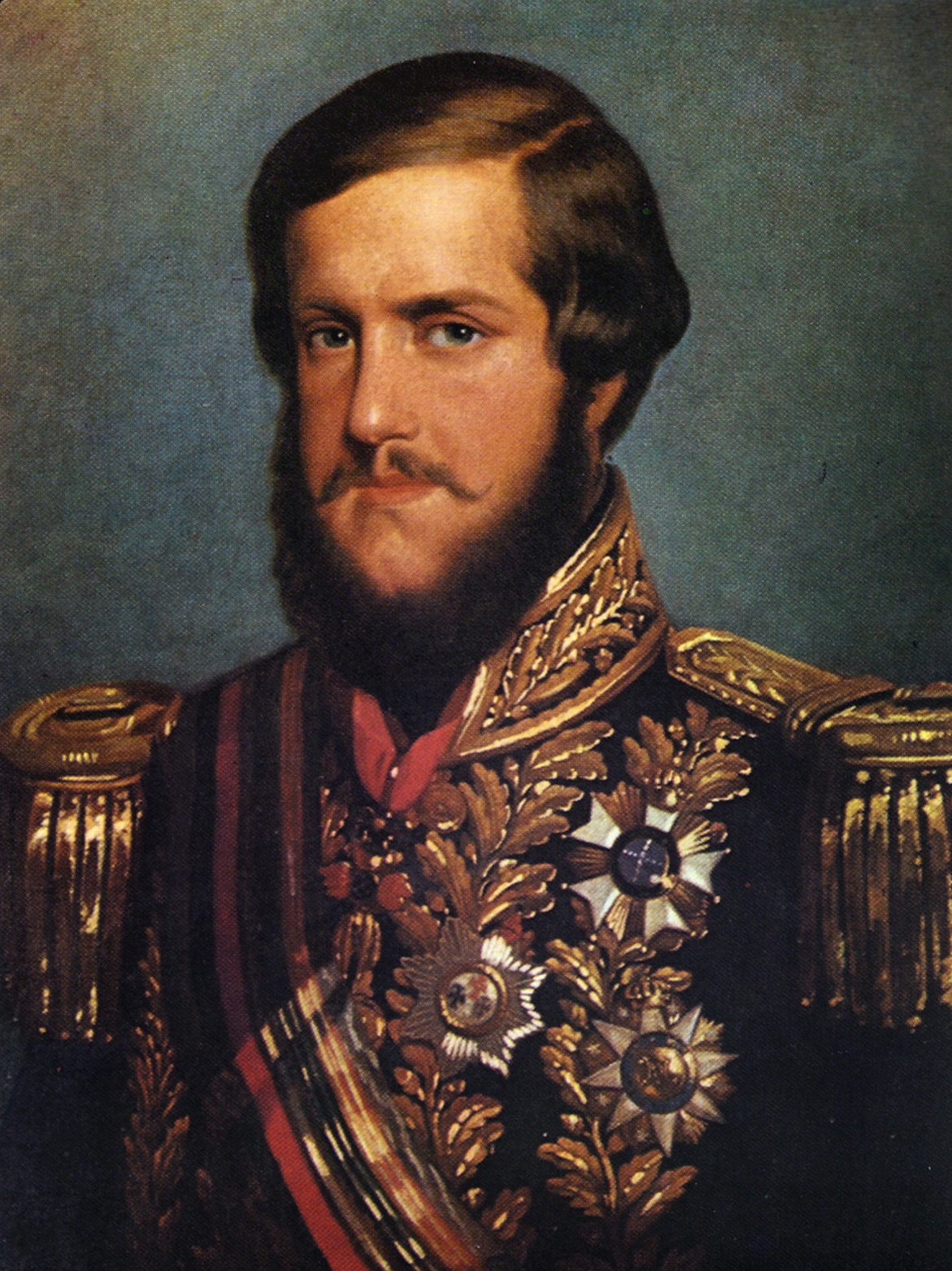
Emperador Pedro II durante la Guerra Platina.

A mediados del siglo XIX, el Imperio de Brasil contaba con una gran riqueza y era la nación más poderosa de Latinoamérica. Prosperaban bajo una monarquía constitucional y se enorgullecían porque no existían caudillos, dictadores y golpes de estado, los cuales eran comunes en el resto del continente. Sin embargo, durante el gobierno Regencial en los 1830s, existieron varias rebeliones internas por disputas locales entre algunas provincias. Una de ellas fue la guerra de los Farrapos dirigida por Gonçalves.
Para el Imperio de Brasil, los planes de expansión de la Argentina de Rosas representaban una gran amenaza para la existencia del imperio y su hegemonía en sus fronteras del sur. Ya que una unión exitosa de Argentina con Uruguay y Paraguay para reconstituir el territorio del Virreinato de Río de la Plata representaba una amenaza. Porque además de tomar el control del Río de Plata, significaría un corte en la comunicación entre la provincia de Mato Grosso y Río de Janeiro.
Los miembros del gabinete brasileño no lograron llegar a un acuerdo sobre la manera en que sería abordada la amenaza que Rosas representaba. Una parte de los ministros se inclinaron por buscar una resolución pacífica, ya que creían que Brasil no estaba preparado para una guerra y una derrota podría detonar un caos similar al que se vivió después de la pérdida de Cisplatina en la década de 1820, lo que provocó la abdicación de Pedro I. Los demás ministros creían que una respuesta militar era la única manera de erradicar la amenaza. En 1849, Paulino José Soares de Sousa, miembro de los ministros a favor de la guerra, fue elegido como Ministro de Relaciones Exteriores y dejó en claro que buscaría tratar la situación con Argentina sin ningún tipo de asistencia extranjera por lo que "el gobierno imperial no buscaría un juez o alianza con Francia o cualquier otro país europeo para tratar el asunto en la región Platina. Esto significa que podremos resolverlos con las naciones que están estrechamente relacionados con él[...] No admitirá la influencia europea en América." El Imperio de Brasil estaría determinado a extender su zona de influencia sobre Sudamérica.
El gabinete tomó una decisión riesgosa al no realizar reclutamientos para construir un ejército, lo cual sería costoso, y prefirieron utilizar su ejército existente para enviar contingentes a la zona sur para asegurar la región. Brasil tenía la ventaja de poseer una fuerza naval muy poderosa y moderna, además de un ejército profesional formados por años de guerras internas y externas, lo cual ningún país de Sudamérica tenía.

### Alianzas contra Rosas

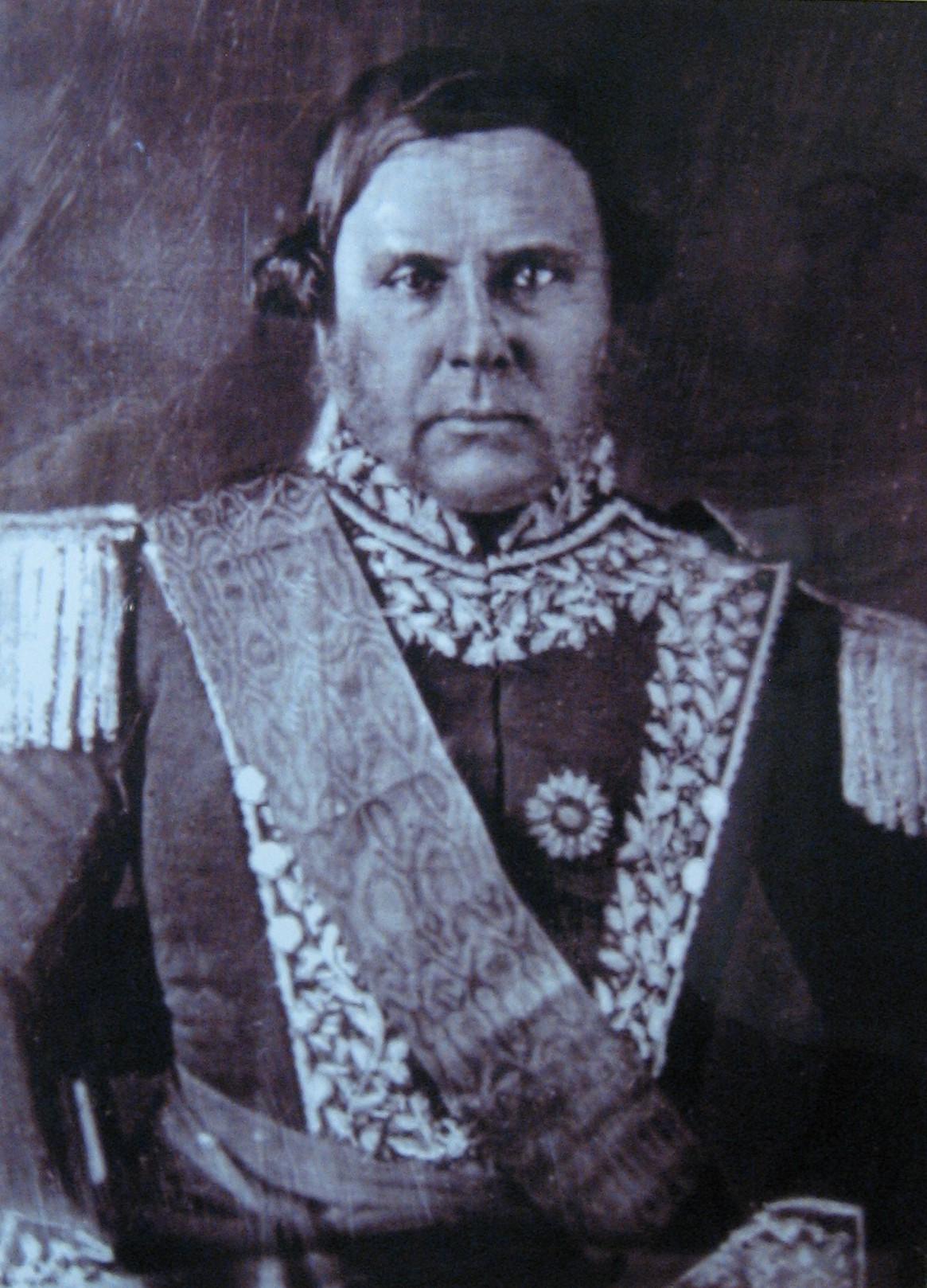
Justo José Urquiza, gobernador de Entre Ríos.

El gobierno brasileño decidió crear alianzas regionales en contra de Rosas por lo que envió una delegación dirigida por Honório Hermeto Carneiro Leão, después el Marqué de Paraná, quien tenía autoridad completa. Fue asistido por José Maria da Silva Paranhos, vizconde de Rio Branco. Firmaron un tratado con Bolivia, en el que acordaron reforzar las defensas de sus fronteras para detener los ataques de Rosas pero no aceptaron contribuir con tropas para la guerra contra Argentina.
Realizar el tratado con Paraguay y su gobierno aislacionista fue más complicado, por lo que se convirtieron en el primer país en reconocer su soberanía y establecieron excelentes relaciones diplomáticas convirtiendo al embajador brasileño en Paraguay en un consejero privado del Presidente Carlos Antonio López. La alianza fue firmada el 25 de diciembre de 1850 entre ambos países en que López acordó apoyar al imperio con caballos para su ejército, pero, al igual que Bolivia, se negaron a contribuir con tropas para el conflicto ya que creían que Justo José Urquiza, quién invadió Uruguay entre 1839 y 1845 y gobernante de la provincia de Entre Ríos, se unirían secretamente a Paraguay.
La participación de Brasil en la guerra Civil Uruguaya comenzó a profundizarse y Luis Alves de Lima e Silva, Conde de Caxias, asumió la presidencia de Río Grande do Sul y envió cuatro divisiones del ejército con sede en la provincia. A inicios de 1849, el gobierno imperial asistió al gobierno Colorado sitiado en Montevideo y el 6 de septiembre de 1849, Andrés Lamas firmó un acuerdo con Irineu Evangelista de Sousa para transferir todo el dinero de Montevideo al banco brasileño. En marzo de 1851, el Imperio de Brasil declaró abiertamente el apoyo al gobierno Colorado de Uruguay que luchaba en contra de Oribe, lo que había estado haciendo en secreto por casi dos años. Esto no complació al gobierno argentino, así que comenzó a movilizase para la guerra.
Brasil buscó apoyo en contra de Rosas dentro de Argentina con un poco de éxito, el primero de mayo de 1850 la provincia de Entre Ríos, aun gobernada por Urquiza, le declaró a Rosas "es voluntad de toda la población el recuperar el completo ejercicio de nuestra soberanía y el poder que fue delegado al gobernador de Buenos Aires." Fueron seguidos por la provincia de Corrientes, gobernadas por Benjamín Virasoro, quien le envió el mismo mensaje, por lo que Brasil apoyó y financió ambos levantamientos. Una de las razones por las que Urquiza traicionó a Rosas fue una larga rivalidad existente entre ellos ya que Rosas había tratado de removerlo de su cargo desde 1845 porque sospechaba que el caudillo estaba nutriendo los planes de su derrocamiento. Esto desencadenó en una intervención militar en la que Brasil envió fuerzas navales a la Región Platina, liderada por el contraalmirante británico John Pascoe Grenfell, veterano de la Guerra de Independencia de Brasil y de la Guerra del Brasil. En 1851, la armada brasileña contaba con un total de 59 naves de diversos tipos, incluidos 36 barcos armados, 7 desarmados y 6 de transporte.
Uruguay, Brasil y las provincias argentinas de Entre Ríos y Corrientes se unieron para una ofensiva en contra de Rosas el 29 de mayo de 1851, con el objetivo de defender la independencia uruguaya, pacificar el territorio y repeler las fuerzas de Oribe. Urquiza comandó el ejército de Entre Ríos y Eugenio Garzón de los Colorados, ambos financiados y apoyados militarmente por el Imperio de Brasil.
El 2 de agosto de 1851, después de los primeros desembarcos de las tropas brasileñas en Uruguay, los cuales consistieron en aproximadamente 300 soldados, fueron enviados a proteger el Fuerte del Cerro como respuesta a la declaración de guerra de Rosas en contra del Imperio de Brasil.
Según Herrera y Obes, Rosas, como parte de su declaración de guerra dijo: "pobres brasileños, voy a hacer a su emperador mi mayordomo".

## Invasión aliada en Uruguay
El Conde de Caxias dirigió el ejército brasileño de 16 200 soldados a lo largo de la frontera de Rio Grande do Sul y Uruguay. En septiembre de 1851, sus fuerzas consistían en cuatro divisiones con 6500 elementos de infantería, 8900 de caballería, 800 artilleros y 26 cañones, casi la mitad del ejército brasileño que contaba con 37 000 hombres, de los cuales 4000 permanecieron en territorio brasileños para proteger sus fronteras.
El ejército brasileño entró a Uruguay en tres grupos; el primero consistía en la 1.ª y 2.ª división de Santana do Livramento lideradas por Caxias en persona y contaban con alrededor de 12 000 hombres; el segundo, comandado por el coronel David Canabarro se dirigió desde Quaraim con la 4.ª división para proteger el flanco derecho de los batallones de Caxias; el tercer grupo conformado por la 3.ª división bajo las órdenes del Brigadier General José Fernandes, originario de Jaguarão, protegiendo el flanco izquierdo de Caxias. La 4.ª división se unió a las tropas de Caxias poco después de llegar a la ciudad uruguaya de Frutuoso para entrar junto con Fernández a la ciudad de Montevideo.

### Derrota de Oribe
Mientras las tropas de Urquiza y Eugenio Garzón derrotaron al ejército de Oribe cerca de Montevideo. Su ejército estaba formado por cerca de 15 000 hombres, los cuales doblaban al ejército de Oribe que contaba con 8500 soldados. Sabiendo que el ejército brasileño se acercaba y no tenía esperanzas de victoria, el 19 de octubre, Oribe ordenó a sus tropas rendirse sin luchar y se retiró a su granja en Paso del Molino. Las naves brasileñas situadas a lo lago de Río de la Plata impidieron que los restos del ejército de Oribe escaparan a Argentina. Urquiza le sugirió a Grenfell que asesinara a los prisioneros de guerra, sin embargo, este se negó a dañar a ninguno de ellos, en su lugar los soldados del ejército de Oribe fueron incorporados al ejército de Urquiza y Garzon.
El ejército brasileño tomó fácilmente el control del territorio uruguayo controlado por Blancos, al derrotar a las tropas de Oribe atacando sus flancos en diversos ataques. El 21 de noviembre, los representantes brasileños, Uruguay, Entre Ríos y Correntes formaron otra alianza en Montevideo con el objetivo de "liberar a los argentinos de la opresión sufrida bajo la tiranía del gobierno de Rosas".

## Invasión aliada en Argentina

### Avance del ejército aliado

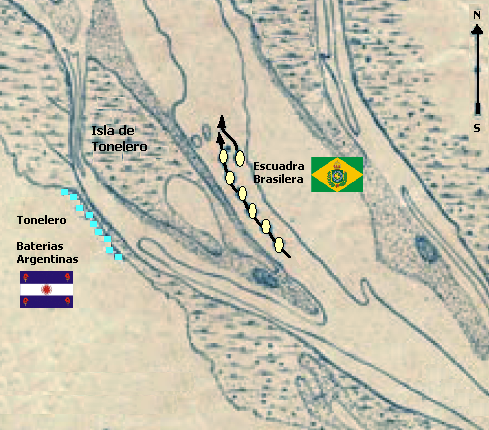
Ubicación de la Armada Imperial atravesando el Tonelero y las baterías argentinas.

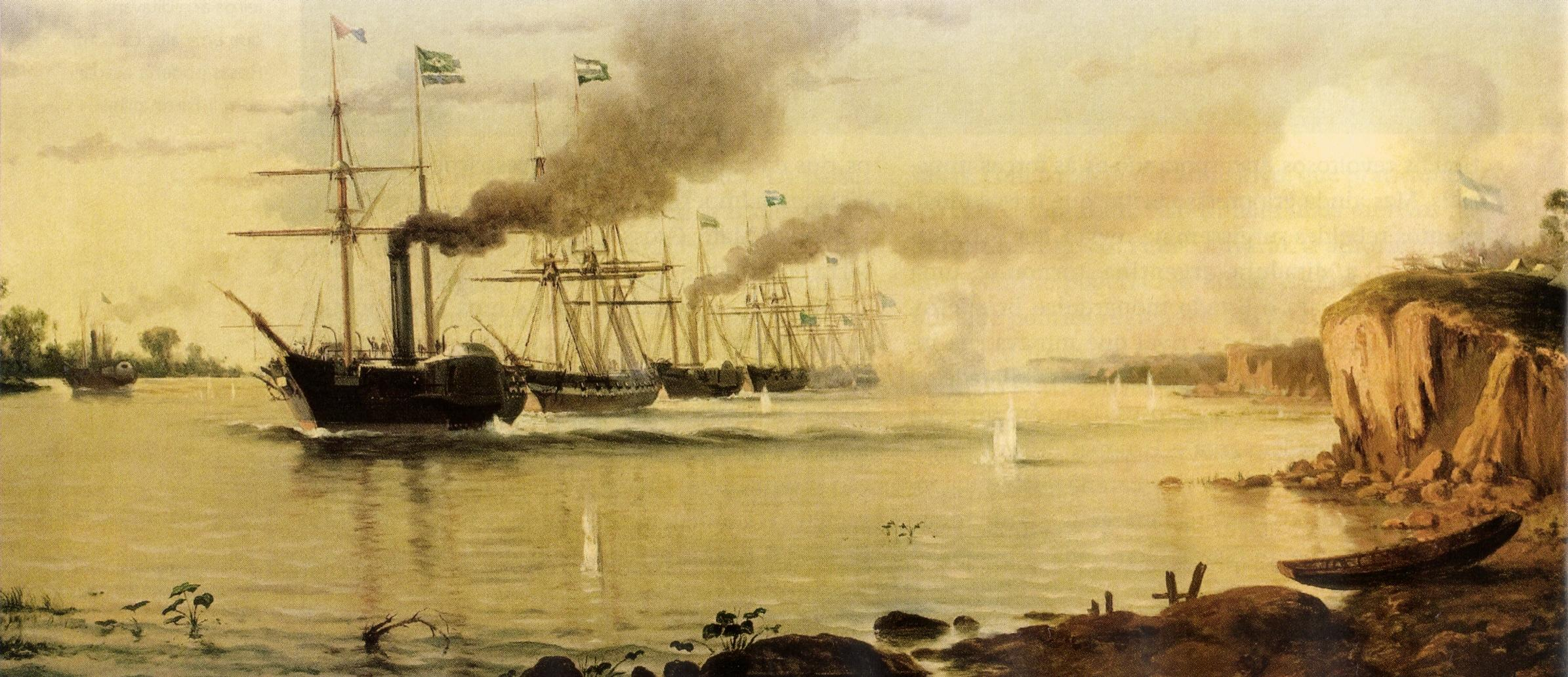
Buques de guerra brasileños atravesando las defensas argentinas del Tonelero.

Tras la rendición de Oribe, las fuerzas Aliadas se dividieron en dos grupos, el primero avanzaría río arriba y se dirigió a Buenos Aires desde Santa Fe; mientras el segundo desembarcaría directo en el puerto de Buenos Aires. El primer grupo estaba conformado por tropas uruguayas y argentinas, junto a la 1.ª división del ejército brasileño bajo las órdenes del Brigadier General Manuel Marques de Sousa.
El 17 de diciembre de 1851, un escuadrón de naves brasileñas, conformado por cuatro naves a vapor, tres corbetas y un bergantín, bajo el mando de Grenfell, forzó el paso por el Río Paraná conocida como la batalla del Paso del Tonelero. Los argentinos formaron una poderosa defensiva en la línea del Paso Tonelero, formado por 16 piezas de artillería y 2000 hombres bajo el comando del general Lucio Norberto Mansilla. Las tropas argentinas y brasileñas intercambiaron fuego, sin embargo las tropas argentinas avanzaran río arriba. Al día siguiente, las naves brasileñas regresaron y se abrieron paso a través de las defensas en el Tonelero y llevaron el resto de las tropas del Marqués de Sousa para llevarlas a Gualeguaichu. Esta segunda incursión de las naves brasileñas causó que Mansilla y sus soldados dejaran sus lugares en medio del caos y abandonaron su artillería, porque creían que los Aliados desembarcarían y efectuarían un ataque desde la retaguardia.
El ejército Aliado continuó su camino rumbo al punto de encuentro en Gualeguaichu, donde Urquiza y su caballería viajaron por tierra desde Montevideo, mientras su infantería y artillería eran llevadas en naves de guerra brasileñas en el Río Uruguay. En diciembre de 1851, después de la reunión, se dirigieron al oeste rumbo a Diamante al oeste del río Paraná. Eugenio Garzón y sus tropas uruguayas fueron llevadas desde Montevideo por las naves brasileñas para reunirse finalmente con las tropas Aliadas a finales del mismo mes.
Desde Diamante, los contingentes cruzaron el río, desembarcando en Santa Fe, donde las tropas confederadas argentinas no ofrecieron ningún tipo de resistencia. Posteriormente, el "Gran ejército de Sudamérica", como Urquiza nombró al ejército aliado, marchó rumbo a Buenos Aires.
Al mismo tiempo, el segundo grupo mayormente conformado por tropas brasileñas con cerca de 12 000 hombres bajo el comando de Caxias viajaron en la nave Dom Alfonso, llamada así en honor al príncipe Alfonso, y entraron por el puerto de Buenos Aires para elegir el mejor lugar para desembarcar para derrotar a la flotilla argentina anclada. Sin embargo, la flota argentina no hizo nada para detenerlos y regresaron a salvo a Sacramento, donde habían estado antes de viajar a Buenos Aires.

### Derrota de Rosas

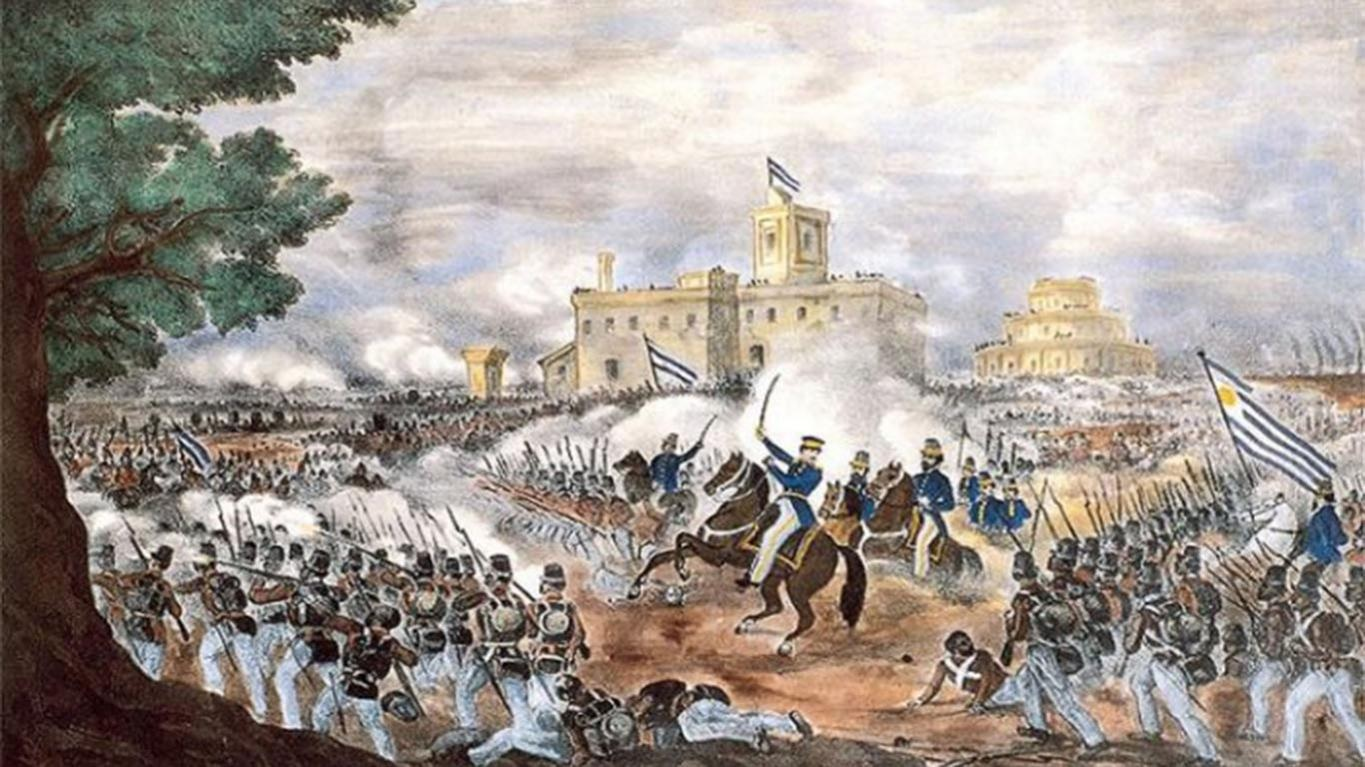
Pintura de la Batalla de los Caseros.

El ejército Aliado avanzó en Buenos Aires por tierra, mientras el ejército brasileño planeó un ataque secundario por mar. El 29 de enero en la batalla de Campo Álvarez, los Aliados derrotaron a 4000 argentinos dirigidos por dos coroneles enviados por el general Ángel Pacheco para detener los ataques. Dos días después de la retirada de Pacheco, sus tropas fueron derrotadas en la batalla del Puente de Márquez por dos divisiones aliadas. El 1 de febrero de 1852, los Aliados acamparon aproximadamente a 9 kilómetros de Buenos Aires. Al día siguiente se desató una batalla entre ambos bandos, donde las tropas argentinas terminaron retirándose.

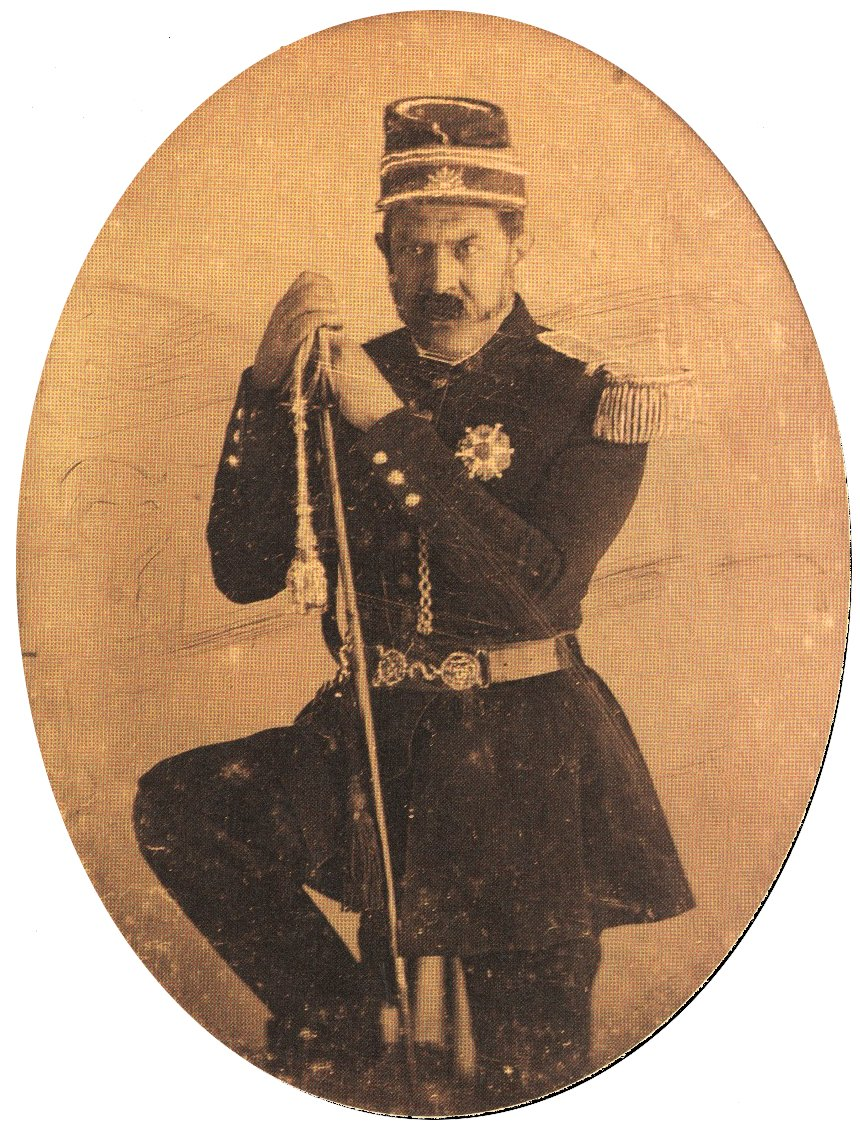
Domingo Faustino Sarmiento, futuro Presidente de Argentina. Usando la Orden de la Cruz del Sur brasileña otorgada por Pedro II durante su exilio en Petrópolis en 1852.

El 3 de febrero, el ejército Aliado se encontró con las principales fuerzas comandadas por Rosas en persona. Los Aliados contaban con un total de 26 000, conformados por 20 000 argentinos, 2000 uruguayos, 4000 soldados élite brasileños; y 45 cañones. Del lado de los argentinos de Rosas contaban con 15 000 miembros de caballería, 10 000 hombres de infantería y 1000 artilleros sumando así 26 000 hombres y 60 cañones. Rosas se posicionó en la mejor posición táctica, al elegir las zonas más altas de Caseros, al otro lado del arroyo Morón y su cuartel estaba en la cima de Caseros.
Los comandantes Aliados, Manuel Marques de Sousa, Manuel Luis Osório, Jose Maria Pirán, Jose Miguel Galán, Urquiza, el futuro presidente argentino Bartolomé Mitre y Domingo Sarmiento; ordenaron el ataque y casi inmediatamente, Rosas respondió el mismo para iniciar la batalla.
La batalla de Caseros resultó en una victoria decisiva para los Aliados, a pesar de iniciar en una posición desventajosa en el campo de batalla. Las tropas lograron manejar y derrotar al ejército de Rosas en una batalla que duró gran parte del día. Unos minutos antes que las fuerzas Aliadas llegaran al cuartel de Rosas, el dictador argentino escapó de la batalla y disfrazado como marinero buscó al embajador británico en argentina para solicitarle asilo en el país europeo para él y su hija Manuelita, donde permaneció hasta su muerte 20 años después. El reporte oficial estima que cerca de 600 aliados resultaron heridos o muertos en el combate, mientras que los argentinos registraron 1400 soldados muertos o heridos y 7000 capturados.
Para marcar su victoria, las tropas Aliadas marcharon triunfantemente en las calles de Buenos Aires. Los festejos incluyeron el desfile del ejército brasileño que insistió en hacerlo el día 20 de febrero, como una retribución por la derrota que sufrieron en la batalla de Ituzaingó 25 años antes. Se dice que la población de Buenos Aires se mantuvo en silencio con una combinación de vergüenza y hostilidad frente al paso del ejército brasileño.

## Consecuencias

### En Brasil

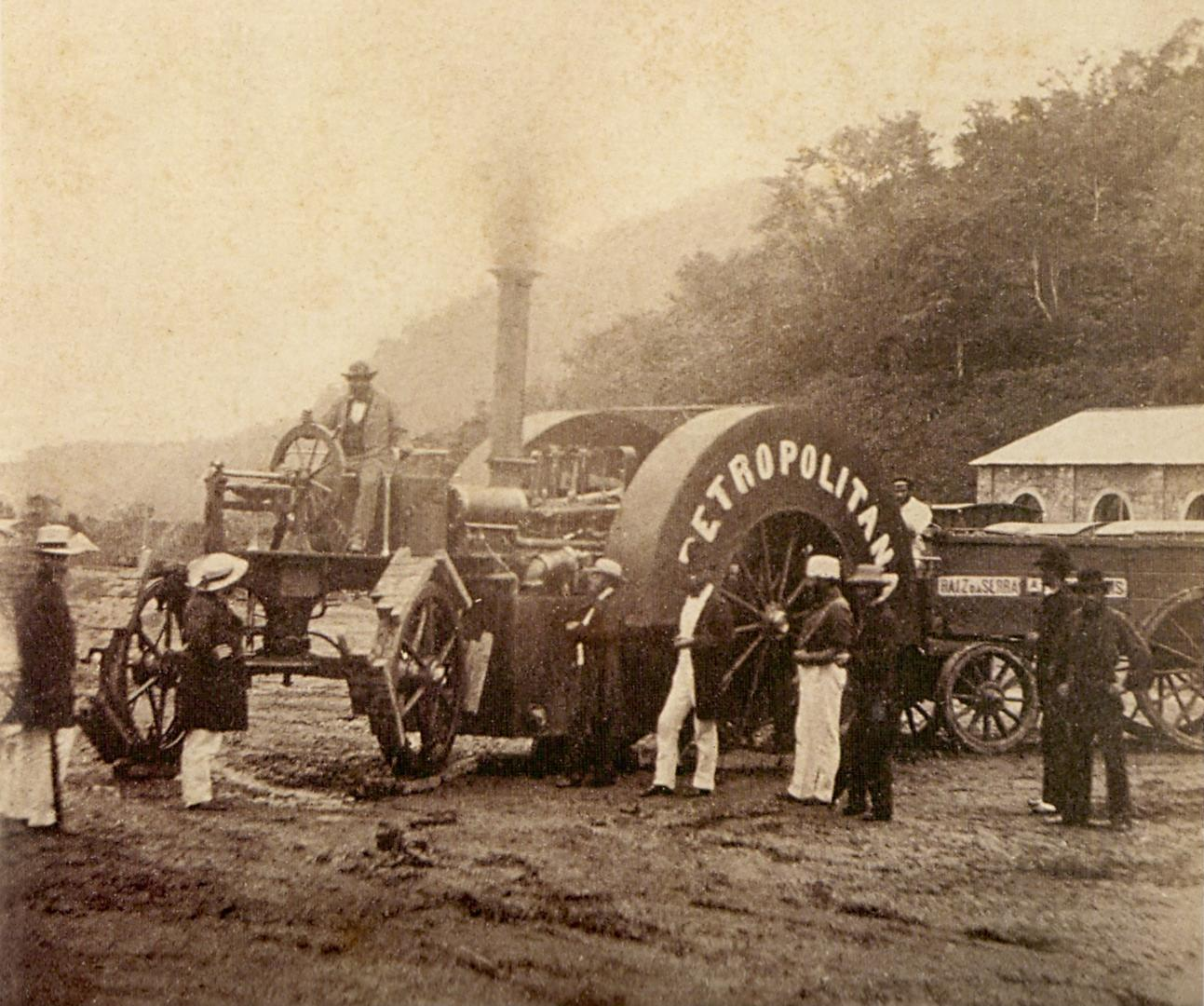
Prueba de una locomotora de la línea Mauá, 1856. La estabilidad interna ocasionada por la victoria hizo posible el desarrollo material del Imperio del Brasil.

El triunfo en Caseros fue una victoria primordial para el Imperio de Brasil, la independencia de Paraguay y Uruguay fue asegurada y lograron detener la invasión argentina a Rio Grande do Sul. En un periodo de tres años, el Imperio de Brasil logró destruir cualquier posibilidad de reconstituir el territorio del viejo Virreinato de Río de la Plata, el principal objetivo de Argentina desde su independencia. De igual manera, el ejército y la flota de Brasil lograron penetrar la región platina, lo que las potencias de Francia y Reino Unido no habían podido conseguir con las intervenciones de sus potentes armadas. Esto provocó un hito en la historia de la región, ya que no solo significó una hegemonía en la zona platina, sino que como menciona el historiador J. F. Maya Pedrosa, generó una hegemonía sobre toda América del Sur. La guerra de la Triple Alianza 18 años después sería solo una confirmación del dominio brasileño. Naciones hispanoamericanas desde México hasta Argentina sufrieron golpes de estado, revueltas, dictaduras, guerras civiles y sucesiones, sin embargo, Brasil se mantuvo alejado de esos conflictos gracias a su sistema monárquico constitucional fortalecido y el cese de las revueltas internas. La problemática Rio Grande do Sul participó activamente en el conflicto, lo que derivó en mayor identificación entre la población con Brasil, por ende una disminución el sentimiento separatista y una mejor inclusión al resto de la nación. La estabilidad interna permitió a Brasil tomar un puesto en la escena internacional, coincidiendo paralelamente con el surgimiento de los Estados Unidos, quien establecía sus fronteras. Las naciones europeas encontraron en el Imperio de Brasil una excepción al mito del continente que vive afectados por guerras civiles y dictaduras cívico-militares. Finalmente Brasil entró en un periodo de prosperidad económica, científica y cultural que duró hasta el fin de la monarquía.

### En Argentina

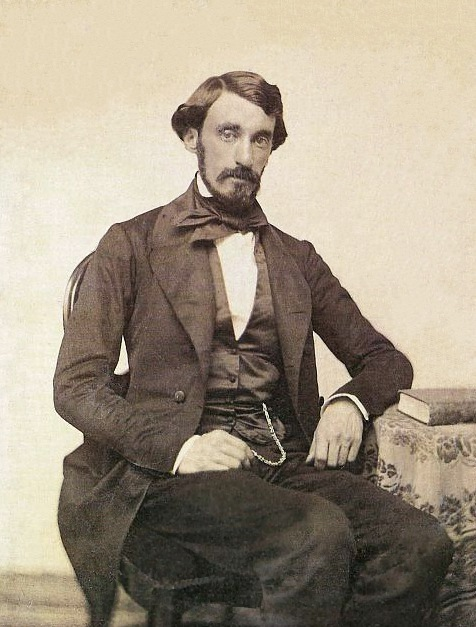
Bartolomé Mitre (foto de 1854) lideró a las fuerzas de Buenos Aires contra la Confederación Argentina hasta la reunificación del país tras su victoria en la batalla de Pavón de 1861.

Después de la Batalla de Caseros, se firmó el Acuerdo de San Nicolás el cual significaba el cumplimiento del mandato constitucional del Pacto Federal que presidía la Confederación Argentina que convocaba a una asamblea constituyente en Santa Fé. Este acuerdo no fue aceptado por Buenos Aires ya que reducía su influencia y poder sobre otras provincias, lo que provocó Buenos Aires se separara de la Confederación y el país se dividiera en dos estados independientes rivales que pelearon por establecer su dominio. El lado Federalista estaba formado por la Confederación Argentina y liderado por Justo José de Urquiza, y del otro lado los Autonomistas de Buenos Aires. La guerra civil terminó con una victoria de Buenos Aires en 1861 en la Batalla de Pavón donde el líder liberal bonaerense Bartolomé Mitre fue elegido como el primer Presidente de la República Argentina en 1862.

### En Paraguay y Uruguay
Con la apertura del Río Platino, Paraguay encontró posible contratar técnicos europeos y especialistas brasileños para ayudar en su desarrollo. El libre acceso al mundo exterior le permitió importar tecnología militar más avanzada y posteriormente durante gran parte del resto de la década de 1850, el presidente Carlos López hostigó embarcaciones brasileñas para poder lograr una navegación más libre en el Río Paraguay. López temía que la provincia de Mato Grosso serviría como base para que los brasileños lanzaran una invasión sobre su territorio y esta disputa fue la que permitió que el Imperio aceptara sus demandas territoriales en la región. De igual manera tuvieron dificultades con la delimitación de su territorio con Argentina, ya que los argentinos querían la región completa de Gran Chaco, una demanda que Paraguay no podía aceptar ya que esto significaría la mitad de su territorio.
El fin de la Guerra Platina no puso fin al conflicto de la región, la paz se mantuvo fuera del alcance de Uruguay que permaneció en una paz inestable y en un estado de crisis por las constantes disputas entre los Blancos y los Colorados. Las disputas fronterizas, las luchas de poder entre las diversas facciones regionales y los intentos de establecer una influencia regional e interna finalmente desencadenarían la Invasión brasileña de 1864 y la posterior Guerra de la Triple Alianza.